# ジョージ・ストロンボロポロス
ジョージ･ストロンボロポロス（George Stroumboulopoulos、本名：ジョージ・マーク・ポール・ストロンボロポロス（George Mark Paul Stroumboulopoulos）、1972年8月16日 - ）は、カナダ・オンタリオ州マルトン生まれ、バンクーバー育ちのTV司会者、ラジオパーソナリティである。
父親がギリシャ系エジプト人で、母親はウクライナ人である。

## 人物
トロントにあるハンバー大学でラジオ・ブロードキャスティングを専攻した。
1993年の春よりケローナにあるロック・ラジオで働き、その数か月後にToronto radio station Fan 590 AMのオファーを受けて、経験を積んだ。その後はCFNY-FMでさまざまなラジオショーのホストを務めた。その代表に"Live in Toronto"がある。ゲストをリラックスさせ本音を自然に吐かせるなどの巧みな話術で観客を退屈させない名司会者として定評があるため、数々のベストホスト賞を受賞している。ストロンボロポロスは現在、アメリカのCBC局で“George Stroumboulopoulos Tonight”と“The Strombo Show”という2つの看板番組を持っている。
2000年から2004年は、MuchMusicで「The Punk Show」のプロデューサー兼司会者として働いた。その他に「NewMusic」、「MuchLOUD」、「MuchNews」などの番組の司会者も担当した。2004年にはCBC局で放送されていた「The Greatest Canadian」のシリーズの中で トミー・ダグラスの支持者の一人として紹介された。
2006年頃からは、率先して貧しい人達や被災者のための数々のチャリティーに参加し多くの人に援助を呼びかけている。そのため、2011年3月にUnited Nations World Food Program (WFP)の 親善大使に選ばれた。
2013年6月9日にCNNで“Stroumboulopoulos”（邦題：痛快トークショー「ストロンボロポロス」）を開始し、CNNデビューを果たした。この番組は、彼が過去にCBCでやっていた時と同じような形式で番組が進行されている。過去にチャールズ3世（当時皇太子）、ラリー・キング、ヒラリー・クリントン、マイケル・ブーブレ、フランク・シナトラ Jr.、スティーブン・キング、オプラ・ウィンフリー、ブラッドリー・クーパー、ジャッキー・チェン、ナオミ・ワッツ、ロバート・パティンソン、ボノ、トム・クルーズ、クリント・イーストウッドなどの数々の著名人をインタビューした。
カナダの公共放送局CBCで放映されているテレビ番組「ホッケーナイト・イン・カナダ」が、2014年の秋から新しくなることが明らかになり、メインキャスターをストロンボロポロスが就任することになった。これは、昨年ロジャース・コミュニケーションズ社が52億ドルでNHL 全試合の独占放映権を買い取った結果で、これまで28年間ホッケーナイト・イン・カナダのメインキャスターを務めたロン・マクレーン氏が降板することになった。